# ITV Yorkshire
ITV Yorkshire (anteriormente Yorkshire Television) es una productora y canal de televisión británico que forma parte de la cadena ITV. Está controlado por la compañía ITV plc y su área de transmisión cubre el noreste de Inglaterra, incluyendo el sur de Yorkshire, Lincolnshire, Nottinghamshire y Derbyshire
Las emisiones comenzaron el 29 de julio de 1968 desde Leeds para todo el condado de Yorkshire, un área anteriormente cubierta por Granada Television. Desde entonces ha producido programas de éxito para ITV como la telenovela Emmerdale, la serie Heartbeat, el programa documental Whicker's World y el concurso 3-2-1.

## Historia

### Creación de Yorkshire Television

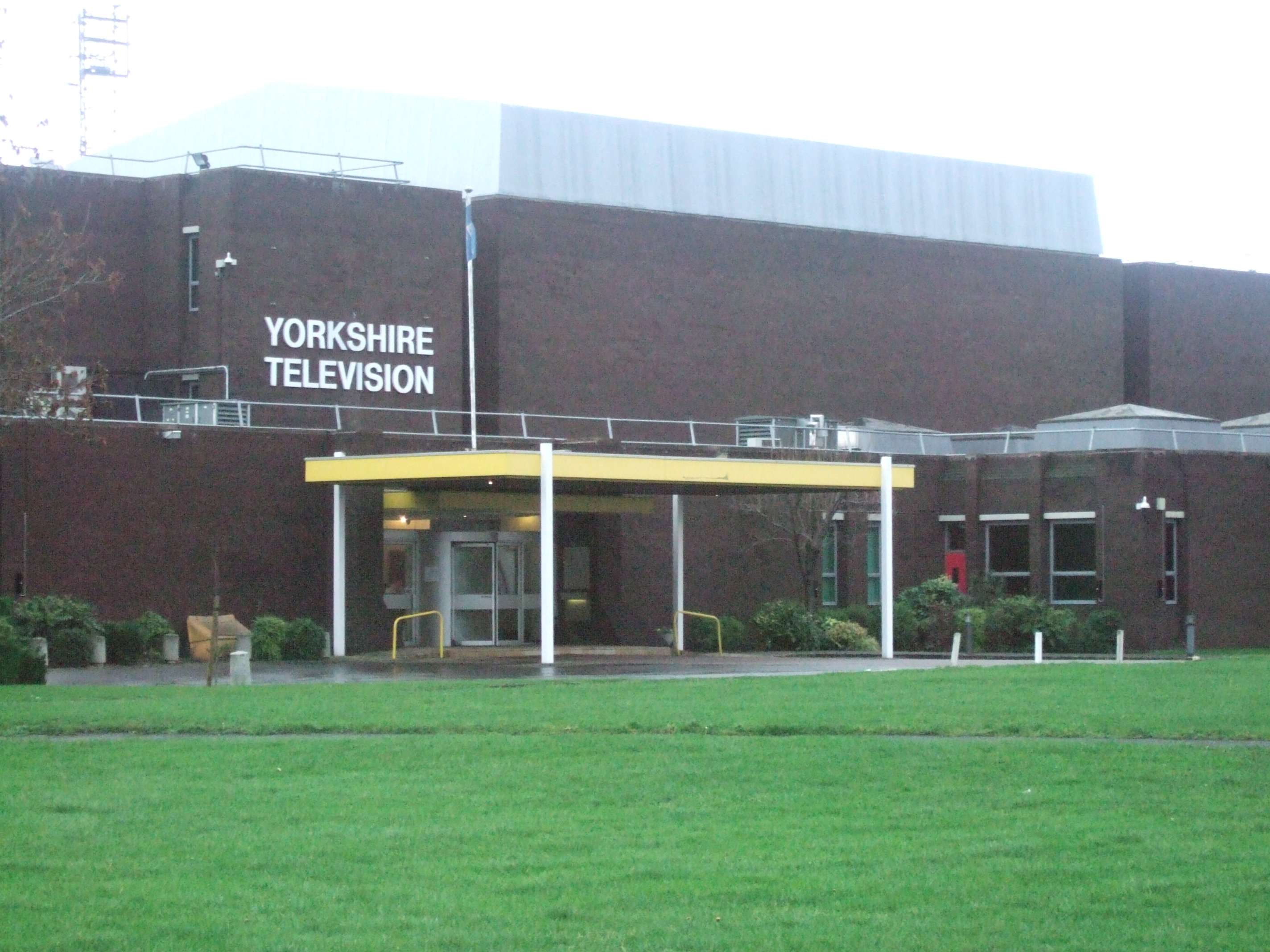
Exterior de The Leeds Studios, sede central de Yorkshire TV.

En los años 1960, el mercado televisivo británico estaba compuesto por tres canales: dos de la radiodifusora pública BBC —BBC-1 y BBC-2— e Independent Television (ITV), controlada por la Autoridad Independiente de Televisión (ITA) y compuesta por una red de franquicias regionales. En la renovación de licencias de 1967, la ITA decidió crear un nuevo radiodifusor para el condado de Yorkshire que redujera la influencia de las dos franquicias de ITV hasta entonces operativas: Granada Television —reformulada para el noroeste de Inglaterra— y ABC TV.
La franquicia que obtuvo la concesión, Yorkshire Television Network, era una agrupación de varias propuestas que se habían presentado a la licitación, y que estaban compuestas por medios de comunicación locales y exdirigentes de ITV. El presidente del grupo vencedor era Ward Thomas, procedente de Grampian Television.
Yorkshire Television inició sus emisiones el 29 de julio de 1968 desde su nuevo estudio central en Leeds, con una nómina de trabajadores procedente de ABC TV y Rediffusion. Desde el primer momento centró su actividad en programación local y en entretenimiento para la red ITV. A partir del 15 de noviembre de 1969 comenzó a emitir televisión en color, si bien sus estudios ya estaban preparados para ello desde la inauguración.

### Consolidación (1970-1992)
Después de dos años con dificultades económicas, provocadas por el colapso del transmisor de Emley Moor, en 1970 fue adquirida por el grupo Trident Television Limited, propietario de la franquicia Tyne Tees TV para el nordeste de Inglaterra. Ward Thomas se mantuvo al frente de ese consorcio y contrató como director de programación a Paul Fox, exdirector de BBC-1.
A lo largo de los años 1970 se mantuvo una sinergía entre Yorkshire y Tyne Tees que convirtió a la primera en una productora importante dentro de ITV. En ese tiempo se especializó en entretenimiento, en series como Rising Damp (1974-1978) y la telenovela Emmerdale (1972) e incluso en el primer programa europeo de televisión matinal, Good Morning Calendar (1977). También hizo una notable apuesta por el periodismo de investigación liderado por Alan Whicker.
La historia de Yorkshire Television también estuvo marcada por conflictos laborales, situación común en esa década. En diciembre de 1978 hubo una huelga que dejó a Yorkshire sin este canal durante dos días. Y en la huelga general de 1979, el apagón llegó a prolongarse durante dos meses con sonadas disputas entre los sindicatos y los dueños del grupo Trident Television.
En la revisión de franquicias de 1980, la ITA fue reemplazada por la Autoridad Independiente de Radiodifusión (IBA). Yorkshire Television obtuvo la renovación y vio ampliada su área de transmisión a zonas limítrofes, pero a cambio se forzó un cambio accionarial porque Trident Television suponía una concentración de medios. De este modo, tanto Yorkshire como Tyne Tees tuvieron una gestión separada a partir de 1981.
En los años 1980, Yorkshire Television produjo numerosos programas tanto para ITV como para Channel 4. En 1986 se convirtió en el primer canal de televisión europeo que emitía las 24 horas del día, mediante un acuerdo con el canal satélite Music Box que se mantuvo hasta su cierre en 1987.

### Yorkshire-Tyne Tees (1992-2001)
Tras la aprobación de la nueva Ley Audiovisual de 1990, el gobierno británico pasó a tolerar la fusión y concentración entre concesionarias de ITV, siempre bajo una serie de condiciones. Con esta medida, Yorkshire Television y Tyne Tees retomaron el acuerdo de gestión conjunta a través de un consorcio, Yorkshire-Tyne Tees Television (YTTV), que supuso a su vez un expediente de regulación de empleo.
En 1993 Granada Television hizo una opa hostil para adquirir London Weekend Television, así que los londinenses trataron de contrarrestarla con una negociación exprés sobre Yorkshire Television. Sin embargo, la propuesta no era viable y LWT quedó bajo control de Granada, por lo que YTTV continuó siendo un grupo independiente. En 1996, los gestores de YTTV intentaron unificar la marca de sus dos canales bajo el nombre «Channel 3».
El 26 de junio de 1997, Granada Television adquirió Yorkshire-Tyne Tees Television por 652 millones de libras y mantuvo la sede de Leeds como centro operativo para el norte de Inglaterra. La marca Yorkshire Television siguió existiendo hasta que el 28 de octubre de 2002 fue reemplazada por «ITV1 Yorkshire», dentro de un relanzamiento nacional de ITV.
Las autoridades británicas aprobaron en 2003 la fusión de Granada y Carlton en una sola compañía, ITV plc, que pasaría a gestionar 12 de las 15 franquicias de la red como una sola empresa. La marca original siguió utilizándose en el copyright de algunos espacios hasta el 1 de noviembre de 2004.